# Бейка (Аскизский район)
Бейка — аал на равнинной части Аскизского района Республики Хакасия. Расположен на реке Бейка.
Расстояние до райцентра — села Аскиз — 20 км, до ближайшей железнодорожной станции Аскиз — 15 км. Число х-в — 44, население — 139 чел. (01.01.2004), в основном, хакасы.

## Население
| 2002 | 2010 |
| ---- | ---- |
| 136  | ↘109 |